# Frankfurter Stadtderby
Als Frankfurter Stadtderby wird traditionell die Begegnung zwischen Eintracht Frankfurt und FSV Frankfurt bezeichnet.

Ticket des ersten Frankfurter Punktspielderbys nach knapp 50 Jahren

## Soziologische Merkmale
Während die Vereine, die sich 1920 zur Frankfurter Eintracht zusammenschlossen, allesamt bürgerliche bis elitäre Wurzeln hatten, entstammten die meisten Gründer des FSV Frankfurt aus dem Kleinbürgertum und nahmen daher anfangs eine Außenseiterrolle in der Frankfurter Fußballgesellschaft ein. Dennoch – und vielleicht gerade bedingt durch seine „Einzigartigkeit“ – hatte der FSV in den Jahren vor dem Ersten Weltkrieg die größte und treueste Fangemeinde aller Frankfurter Vereine. Nach der fusionsbedingten Entstehung der Eintracht im Jahr 1920 galt diese bald als „der Frankfurter Verein“, dessen Anhänger über die ganze Stadt verteilt waren. Dagegen war der FSV fest verankert in „seinem Stadtteil“ Bornheim, dessen Bewohner überwiegend einfache Leute, Arbeiter und Angestellte waren.

## Die Anziehungskraft des Derbys
Über die ursprüngliche Anziehungskraft des Frankfurter Stadtderbys heißt es in der Festschrift zum 100-jährigen Bestehen des FSV Frankfurt sinngemäß: „Wahre Völkerwanderungen setzten ein, wenn das Derby gegen die seit 1920 bestehende Eintracht auf dem Programm stand.“ Übereinstimmend hierzu berichtet der Fußball in seiner Ausgabe vom 10. Oktober 1923: „Die lange Reihe der Begegnungen Eintracht – Fußballsportverein nimmt in der Geschichte des Frankfurter Fußballsportes einen ganz besonderen Platz ein. Schon von jeher boten diese Treffen die größte Anziehungskraft auf das fußballiebende Publikum und brachten zumeist den Rekordbesuch des Jahres. Waren doch gerade die Kämpfe dieser beiden führenden Vereine des Maingebietes immer reizvoll, da sie nie höher als mit einem Tore Unterschied gewonnen wurden.“
Einen neuen Rekord verzeichnete das am 30. Oktober 1927 im Frankfurter Waldstadion ausgetragene Derby, dem 40.000 Besucher beiwohnten. Eine solche Zuschauerzahl hatte es in Frankfurt zuvor noch nie gegeben und es war anscheinend sogar für den gesamten süddeutschen Raum eine neue Erfahrung. Zumindest kann man in der Ausgabe des Fußball vom 1. November 1927 lesen: „Nürnberg-Fürth und München, diese beiden großen bayerischen Zentralen, sind mit ihren bisher höchsten Besucherzahlen von 25.000 bei Vereinsspielen von der Mainmetropole weit überflügelt. Das Treffen F.Sp.V. – Eintracht, das am Sonntag im Stadion stattfand, zog 40.000 Menschen an. Diese Masse hält einen Vergleich mit englischen Verhältnissen aus. Frankfurts Rekord ist kein Zufall, sondern eine natürliche Folge der ungeheueren Rivalität zwischen dem Fußballsportverein und der Eintracht. Auch andere Städte haben solche Lokalrivalität, z. B. Klub – Fürth, Wacker – Bayern in München, Stuttgarter Kickers – V.f.B., V.f. R. Mannheim – Waldhof, K.F.V. – Phönix Karlsruhe, aber Frankfurt a. M. hat die impulsivere Bevölkerung und die umsichtigeren, tatkräftigeren, mehr nach vorwärts strebenden Vereinsleitungen.“
Die seinerzeit dem FSV noch innewohnende Strahlkraft verdeutlichen auch die Zuschauerzahlen der von 1945 bis 1963 bestehenden Fußball-Oberliga-Süd, der der FSV von 1945 bis 1962 angehörte. In diesen 17 Jahren trug der FSV seine Heimspiele vor durchschnittlich knapp 10.000 Zuschauern aus und hatte somit nur etwa ein Fünftel weniger Zuschauer als die Eintracht. In 4 Spielzeiten hatte der FSV sogar einen besseren Schnitt. Doch mit Einführung der Bundesliga 1963 und der Aufnahme von Eintracht Frankfurt in dieselbe gingen die Zuschauerzahlen der beiden Frankfurter Vereine allmählich immer weiter auseinander. Während sich der Zuschauerschnitt des FSV gegen Mitte der 1960er Jahre auf 5.000 halbierte, verdoppelte er sich bei der Eintracht auf 25.000. Mit dem erstmaligen Abstieg des FSV am Ende der Saison 1967/68 in die Drittklassigkeit ließ das Zuschauerinteresse weiter nach. War der spätere Meister und Aufsteiger FSV in der Hessenliga 1968/69 mit einem Besucherschnitt von knapp 3.000 noch der absolute Zuschauerkrösus der Liga, so wohnten seinen Heimspielen in den 1980er Jahren selten mehr als 300 Besucher bei.
Während das Frankfurter Derby die fußballbegeisterte Bevölkerung in der Mainmetropole bis in die 1950er Jahre hinein mehr oder weniger elektrisierte, ließ das Aufeinandertreffen der beiden Kontrahenten in der 2. Fußball-Bundesliga 2011/12 jegliche Derbyatmosphäre vermissen. So heißt es in einem Artikel des Fußballmagazins 11 Freunde zum ersten Punktspielderby nach 50 Jahren, das am 21. August 2011 ausgetragen wurde: „Kaum ein Ereignis bewegte, faszinierte und erschütterte Fußballdeutschland am Wochenende weniger als das Frankfurter Stadtderby.“
Wie sehr sich die Bedeutung des Derbys verändert hatte, lässt sich aus einem Bericht des Kicker vom 28. Dezember 1926 ablesen: „Frankfurt glich zwei Tage vor dem Spiel einem Tollhaus. Es läßt sich nicht in Worte fassen ... es gibt keines Schreiberlings Feder, die spitz ausdauernd genug wäre, um die Aufregung zu schildern, die in den beteiligten Kreisen ob des bevorstehenden Spieles herrschte. ... Die Stadt Frankfurt hat eine Unmenge Geld verloren, weil sich sämtliche Trambahnschaffner mit den Fahrgästen über das Spiel unterhielten und das Billettieren vergaßen.“

## Derbybilanz
Weil nicht alle inoffiziellen Spiele mit Sicherheit nachvollziehbar sind, werden in der nachstehenden Bilanz nur die offiziellen Spiele in Meisterschafts- und Pokalwettbewerben berücksichtigt:
| Wettbewerb                | Spiele | SGE  | REM  | FSV | Tore SGE | Tore FSV |
| ------------------------- | ------ | ---- | ---- | --- | -------- | -------- |
| Süddeutsche Meisterschaft | 30     | 16 1 | 4 1  | 10  | 52       | 42       |
| Gauliga                   | 22     | 8    | 7    | 7   | 45       | 40       |
| Oberliga Süd              | 34     | 18   | 10   | 6   | 69       | 40       |
| 2. Bundesliga             | 2      | 2    | 0    | 0   | 10       | 1        |
| ALLE MEISTERSCHAFTSSPIELE | 88     | 44 1 | 21 1 | 23  | 176      | 123      |
| Pokalturniere             | 7      | 4    | 0    | 3   | 14       | 11       |
| OFFIZIELLE SPIELE         | 95     | 48 1 | 21 1 | 26  | 190      | 134      |

| Spiele: Spiele insgesamt           |
| SGE: Siege Eintracht Frankfurt     |
| REM: Remis                         |
| FSV: Siege FSV Frankfurt           |
| Tore SGE: Tore Eintracht Frankfurt |
| Tore FSV: Tore FSV Frankfurt       |

## Meisterschaftsspiele

### Süddeutsche Fußballmeisterschaft (1920 bis 1933)
| Saison  | Heim                |   | Gast                | Ergebnis |
| ------- | ------------------- | - | ------------------- | -------- |
| 1920/21 | Eintracht Frankfurt | – | FSV Frankfurt       | 1:1      |
| 1920/21 | FSV Frankfurt       | – | Eintracht Frankfurt | 0:1      |
| 1921/22 | Eintracht Frankfurt | – | FSV Frankfurt       | 2:0      |
| 1921/22 | FSV Frankfurt       | – | Eintracht Frankfurt | 2:1      |
| 1922/23 | FSV Frankfurt       | – | Eintracht Frankfurt | 0:1      |
| 1922/23 | Eintracht Frankfurt | – | FSV Frankfurt       | 2:3      |
| 1923/24 | Eintracht Frankfurt | – | FSV Frankfurt       | 2:1      |
| 1923/24 | FSV Frankfurt       | – | Eintracht Frankfurt | 1:2      |
| 1924/25 | FSV Frankfurt       | – | Eintracht Frankfurt | 3:0      |
| 1924/25 | Eintracht Frankfurt | – | FSV Frankfurt       | 1:4      |
| 1925/26 | Eintracht Frankfurt | – | FSV Frankfurt       | 2:4      |
| 1925/26 | FSV Frankfurt       | – | Eintracht Frankfurt | 1:1 1    |
| 1926/27 | FSV Frankfurt       | – | Eintracht Frankfurt | 3:2      |
| 1926/27 | Eintracht Frankfurt | – | FSV Frankfurt       | 0:1      |
| 1927/28 | Eintracht Frankfurt | – | FSV Frankfurt       | 1:1      |
| 1927/28 | FSV Frankfurt       | – | Eintracht Frankfurt | 0:2      |
| 1928/29 | FSV Frankfurt       | – | Eintracht Frankfurt | 2:5      |
| 1928/29 | Eintracht Frankfurt | – | FSV Frankfurt       | 2:4      |
| 1929/30 | Eintracht Frankfurt | – | FSV Frankfurt       | 3:2      |
| 1929/30 | FSV Frankfurt       | – | Eintracht Frankfurt | 0:1      |
| 1930/31 | FSV Frankfurt       | – | Eintracht Frankfurt | 1:3      |
| 1930/31 | Eintracht Frankfurt | – | FSV Frankfurt       | 2:0      |
| 1931/32 | Eintracht Frankfurt | – | FSV Frankfurt       | 1:1      |
| 1931/32 | FSV Frankfurt       | – | Eintracht Frankfurt | 0:6      |
| 1931/32 | Eintracht Frankfurt | – | FSV Frankfurt       | 1:0      |
| 1931/32 | FSV Frankfurt       | – | Eintracht Frankfurt | 2:0      |
| 1932/33 | FSV Frankfurt       | – | Eintracht Frankfurt | 3:1      |
| 1932/33 | Eintracht Frankfurt | – | FSV Frankfurt       | 3:1      |
| 1932/33 | FSV Frankfurt       | – | Eintracht Frankfurt | 1:3      |
| 1932/33 | Eintracht Frankfurt | – | FSV Frankfurt       | 0:0      |

### Gauliga (1933 bis 1944)
| Saison  | Heim                |   | Gast                | Ergebnis |
| ------- | ------------------- | - | ------------------- | -------- |
| 1933/34 | Eintracht Frankfurt | – | FSV Frankfurt       | 0:2      |
| 1933/34 | FSV Frankfurt       | – | Eintracht Frankfurt | 1:6      |
| 1934/35 | FSV Frankfurt       | – | Eintracht Frankfurt | 3:3      |
| 1934/35 | Eintracht Frankfurt | – | FSV Frankfurt       | 2:3      |
| 1935/36 | Eintracht Frankfurt | – | FSV Frankfurt       | 1:0      |
| 1935/36 | FSV Frankfurt       | – | Eintracht Frankfurt | 0:0      |
| 1936/37 | Eintracht Frankfurt | – | FSV Frankfurt       | 3:2      |
| 1936/37 | FSV Frankfurt       | – | Eintracht Frankfurt | 2:2      |
| 1937/38 | Eintracht Frankfurt | – | FSV Frankfurt       | 2:2      |
| 1937/38 | FSV Frankfurt       | – | Eintracht Frankfurt | 2:6      |
| 1938/39 | FSV Frankfurt       | – | Eintracht Frankfurt | 4:3      |
| 1938/39 | Eintracht Frankfurt | – | FSV Frankfurt       | 1:2      |
| 1939/40 | FSV Frankfurt       | – | Eintracht Frankfurt | 0:1      |
| 1939/40 | Eintracht Frankfurt | – | FSV Frankfurt       | 3:2      |
| 1940/41 | Eintracht Frankfurt | – | FSV Frankfurt       | 2:1      |
| 1940/41 | FSV Frankfurt       | – | Eintracht Frankfurt | 1:1      |
| 1941/42 | Eintracht Frankfurt | – | FSV Frankfurt       | 3:1      |
| 1941/42 | FSV Frankfurt       | – | Eintracht Frankfurt | 2:1      |
| 1942/43 | Eintracht Frankfurt | – | FSV Frankfurt       | 1:1      |
| 1942/43 | FSV Frankfurt       | – | Eintracht Frankfurt | 5:1      |
| 1943/44 | Eintracht Frankfurt | – | FSV Frankfurt       | 2:3      |
| 1943/44 | FSV Frankfurt       | – | Eintracht Frankfurt | 1:1      |

### Fußball-Oberliga (1945 bis 1962)
| Saison  | Heim                |   | Gast                | Ergebnis |
| ------- | ------------------- | - | ------------------- | -------- |
| 1945/46 | Eintracht Frankfurt | – | FSV Frankfurt       | 0:6      |
| 1945/46 | FSV Frankfurt       | – | Eintracht Frankfurt | 0:2      |
| 1946/47 | Eintracht Frankfurt | – | FSV Frankfurt       | 1:1      |
| 1946/47 | FSV Frankfurt       | – | Eintracht Frankfurt | 2:2      |
| 1947/48 | FSV Frankfurt       | – | Eintracht Frankfurt | 1:1      |
| 1947/48 | Eintracht Frankfurt | – | FSV Frankfurt       | 0:0      |
| 1948/49 | Eintracht Frankfurt | – | FSV Frankfurt       | 3:2      |
| 1948/49 | FSV Frankfurt       | – | Eintracht Frankfurt | 2:0      |
| 1949/50 | FSV Frankfurt       | – | Eintracht Frankfurt | 2:2      |
| 1949/50 | Eintracht Frankfurt | – | FSV Frankfurt       | 1:3      |
| 1950/51 | FSV Frankfurt       | – | Eintracht Frankfurt | 1:2      |
| 1950/51 | Eintracht Frankfurt | – | FSV Frankfurt       | 2:2      |
| 1951/52 | Eintracht Frankfurt | – | FSV Frankfurt       | 3:1      |
| 1951/52 | FSV Frankfurt       | – | Eintracht Frankfurt | 0:0      |
| 1952/53 | FSV Frankfurt       | – | Eintracht Frankfurt | 1:3      |
| 1952/53 | Eintracht Frankfurt | – | FSV Frankfurt       | 1:1      |
| 1953/54 | FSV Frankfurt       | – | Eintracht Frankfurt | 0:6      |
| 1953/54 | Eintracht Frankfurt | – | FSV Frankfurt       | 1:2      |
| 1954/55 | Eintracht Frankfurt | – | FSV Frankfurt       | 1:0      |
| 1954/55 | FSV Frankfurt       | – | Eintracht Frankfurt | 2:1      |
| 1955/56 | FSV Frankfurt       | – | Eintracht Frankfurt | 1:0      |
| 1955/56 | Eintracht Frankfurt | – | FSV Frankfurt       | 1:1      |
| 1956/57 | FSV Frankfurt       | – | Eintracht Frankfurt | 1:2      |
| 1956/57 | Eintracht Frankfurt | – | FSV Frankfurt       | 4:0      |
| 1957/58 | FSV Frankfurt       | – | Eintracht Frankfurt | 0:1      |
| 1957/58 | Eintracht Frankfurt | – | FSV Frankfurt       | 2:0      |
| 1958/59 | Eintracht Frankfurt | – | FSV Frankfurt       | 4:1      |
| 1958/59 | FSV Frankfurt       | – | Eintracht Frankfurt | 1:2      |
| 1959/60 | FSV Frankfurt       | – | Eintracht Frankfurt | 2:4      |
| 1959/60 | Eintracht Frankfurt | – | FSV Frankfurt       | 2:1      |
| 1960/61 | Eintracht Frankfurt | – | FSV Frankfurt       | 1:1      |
| 1960/61 | FSV Frankfurt       | – | Eintracht Frankfurt | 2:4      |
| 1961/62 | FSV Frankfurt       | – | Eintracht Frankfurt | 0:5      |
| 1961/62 | Eintracht Frankfurt | – | FSV Frankfurt       | 4:0      |

### 2. Bundesliga (2011/12)
| Saison  | Heim                |   | Gast                | Ergebnis |
| ------- | ------------------- | - | ------------------- | -------- |
| 2011/12 | FSV Frankfurt       | – | Eintracht Frankfurt | 0:4      |
| 2011/12 | Eintracht Frankfurt | – | FSV Frankfurt       | 6:1      |

### Rekorde
Der höchste Derbysieg in einem Pflichtspiel war für beide Mannschaften jeweils ein 6:0 in einem Punktspielwettbewerb. Mit diesem Ergebnis besiegte die Eintracht den FSV am 25. Dezember 1931 und der FSV revanchierte sich dafür am 9. Dezember 1945.

### Serien
Die längeren Positivserien hat die Eintracht vorzuweisen. So blieb sie in den letzten 15 Meisterschaftsderbys (seit dem letzten FSV-Sieg am 9. Oktober 1955) ungeschlagen. Von diesen 15 Spielen wurden 13 gewonnen und 2 endeten unentschieden. Aus diesem Zeitraum datiert auch die längste Siegesserie der Eintracht mit 8 Siegen in Folge, die zwischen dem 3:1 am 30. September 1956 und dem 2:1 am 7. Februar 1960 erzielt wurden.
Die längste Siegesserie des FSV umfasste 3 Siege in den Jahren 1924 und 1925, die 3:0, 4:1 und 4:2 endeten. Aus diesem Zeitraum datiert auch die längste Serie ohne Niederlage auf dem grünen Rasen von insgesamt 7 Spielen zwischen dem 3:0 vom 5. Oktober 1924 und dem 1:1 vom 2. Oktober 1927 (Bilanz: 5 Siege und 2 Remis), doch wurde das 1:1 vom 6. Dezember 1925 am grünen Tisch für die Eintracht gewertet, so dass die real längste Serie ohne Niederlage in den 6 Spielen (mit 4 Siegen und 2 Remis) zwischen dem 2:1 vom 6. April 1942 und dem bereits genannten höchsten FSV-Sieg vom 9. Dezember 1945 erzielt wurde.
Die längste Serie von Spielen, die unentschieden endeten, gab es in den Spielzeiten 1946/47 und 1947/48, als alle 4 Punktspielderbys weder Sieger noch Verlierer sahen.

### Weitere Daten zum Derby
In den 1920er Jahren war das Derby nahezu ausgeglichen. So gewannen beide Teams jeweils 8 der insgesamt 18 Derbys, die zwischen 1920 und 1928 in Rundenturnieren ausgetragen wurden. Die beiden anderen Begegnungen endeten unentschieden. Im selben Zeitraum (1920/21 bis 1928/29) gewann der FSV sogar mehr Meisterschaften (5) als die Eintracht (4) und erzielte diese Erfolge in Serie zwischen 1923 und 1927.
Erst ab der Saison 1929/30 trat eine vorübergehende Dominanz der Eintracht ein, die von den 12 zwischen 1929 und 1933 ausgetragenen Meisterschaftsderbys 8 gewann. Je 2 endeten remis bzw. gewann der FSV.
Während die jeweils erste Saison der Gauliga (1933/34) und der Oberliga Süd (1945/46) mit 2 hohen Siegen begannen (am 4. März 1934 setzte sich die Eintracht mit 6:1 durch, am 9. Dezember 1945 kam es zum bereits genannten 6:0 des FSV), war die Bilanz in den folgenden Jahren jeweils relativ ausgeglichen. Während die Eintracht zu Beginn der 1940er Jahre dominierte, gewann der FSV in den späteren Kriegsjahren die Oberhand.
War die Derbybilanz in den ersten 11 Jahren der Oberliga Süd (1945/46 bis 1955/56) noch relativ ausgeglichen (von den 22 Spielen gewann die Eintracht 7, der FSV 6 und die übrigen 9 endeten unentschieden), begann anschließend die Dominanz der Eintracht, die seither die klare Nummer 1 in Frankfurt ist und kein Punktspielderby mehr gegen den FSV verloren hat.

## Pokalspiele
| Saison                         | Runde                                               | Heim                |   | Gast                | Ergebnis |
| ------------------------------ | --------------------------------------------------- | ------------------- | - | ------------------- | -------- |
| Süddeutscher Pokal 1926        | 2. Runde                                            | FSV Frankfurt       | – | Eintracht Frankfurt | 2:1      |
| Tschammerpokal (Qualifikation) | Qualifikationsrunde zum Tschammerpokal 1941         | Eintracht Frankfurt | – | FSV Frankfurt       | 2:0      |
| Süddeutscher Pokal 1952        | Gruppenspiele (Qualifikation zum DFB-Pokal 1952/53) | FSV Frankfurt       | – | Eintracht Frankfurt | 1:0      |
| Süddeutscher Pokal 1952        | Gruppenspiele (Qualifikation zum DFB-Pokal 1952/53) | Eintracht Frankfurt | – | FSV Frankfurt       | 2:1      |
| Süddeutscher Pokal 1957        | 2. Runde                                            | Eintracht Frankfurt | – | FSV Frankfurt       | 3:4      |
| Süddeutscher Pokal 1960        | Halbfinale                                          | Eintracht Frankfurt | – | FSV Frankfurt       | 4:2      |
| Süddeutscher Pokal 1962        | 2. Runde                                            | FSV Frankfurt       | – | Eintracht Frankfurt | 1:2      |